# Zeboim (vale)
Zeboim (em hebraico: tsebhoim; lit. "lugar selvagem" ou "hienas") foi um vale situado no território da antiga tribo de Benjamim, a sudeste de Micmás. No tempo do rei Saul, filisteus de Micmás o utilizaram para marchar contra Israel (I Samuel 13:18). Há uádis na região que preservam nomes que se remetem à hiena, como por exemplo Uádi Abu Daba (lit. "vale do pai da hiena"), que deságua no Uádi Quelte. É possível que Zeboim seja um dos primeiros desses uádis.